# Супероксид

Электронная конфигурация супероксида. Шесть внешних электронов каждого атома кислорода показаны чёрным. Неспаренный электрон показан сверху левого атома. Дополнительный электрон, приводящий к отрицательному заряду молекулы, показан красным.

Супероксид (супероксидный радикал, супероксидный анион, надперкислый анион) — это ион молекулы кислорода с неспаренным электроном.
Формула {\displaystyle {\stackrel {-}{{\mbox{O}}_{2}}}}.
Относится к свободным радикалам, короткоживущий (от миллисекунд до секунд), способен спонтанно дисмутировать с водой в кислород и пероксид водорода.
Обладает парамагнитными свойствами.
Супероксид образуется, когда молекула кислорода захватывает один дополнительный электрон и при этом частично восстанавливается (полностью восстановленный кислород находится в молекуле воды), а также при действии ионизирующего излучения. Супероксид образуется, например при взаимодействии надпероксида калия с водой или при взаимодействии параквата с некоторыми ферментами фотосинтетической системы растений в клетках зелёного листа.
Супероксид относится к активным формам кислорода и играет огромную роль в оксидативном стрессе.
Также супероксидами называют надпероксиды.

## Образование в клетке
Супероксидный радикал постоянно образуется в клетке в нормальных физиологических условиях. Основным источником супероксида является дыхательная цепь митохондрий. Кроме этого, он может образовываться ферментативным путём под действием таких ферментов, как NADPH-оксидазы, а в некоторых патофизиологических условиях ксантиноксидазой и NO-синтазами. 